# 15号道
15号道‐どう(طريق 15)、或いは15号線は、ヨルダン・ハシェミット王国を南北に貫く高速道路である。別名デザートハイウェイ(الطريق الصحراوي)、ポートハイウェイ(アカバ県内)。総延長は315km。

## 概要
当道路はヨルダン南部のアカバを起点とし、南部主要都市マアーンを経由してアンマン、そして最終的にヨルダン・マフラクを終点としている。起点ではサウジアラビアの5号道(サウジアラビア)、終点からシリアのM5高速道路に接続している。同じくアカバを起点とするものに、65号道(デッドシー・ハイウェイ)があるが65号道はアカバ市内での接続となる。65号道は15号道の道中極めて短距離路線である80号道を介しての接続もある。
砂漠(الصحراوي)の中を通るにもかかわらず、アカバからの貿易・物流が通る道として重要な地位を占めている。しかし近年道路は損傷が激しく、メンテナンスが行き届いていない。

## 通過主要都市
- マアーン(マアーン県)
- アンマン(アンマン県)
- ザルカ(ザルカ県)
- フサイナ、ハサ(タフィラ県)

## 接続路線
途中主要接続路線として35号道(キングス・ハイウェイ)、65号道(デッドシー・ハイウェイ)がある。35号道はマアーンでの接続とアンマン市内の接続がある。ただし、アンマン市内を走るそれとは違い、15号道はアンマン市街地では地図では記載がないが、市内の高速網は支線かどうか、または重複区間かは不明。アンマン市内を抜けると、北部からまた15号道が走ることとなる。同じく5号道も接続があるが、こちらはマアーンにて支線での接続となっている。
その他接続路線としては、5号道、10号道、20号道、30号道、35号道、40号道、50号道、70号道、80号道等がある。

## その他
南部アカバ周辺の砂漠～マアーン山岳地帯周辺では、一部鉄道路線と近接並行している区間がある。